# Galaxia Mormolocului

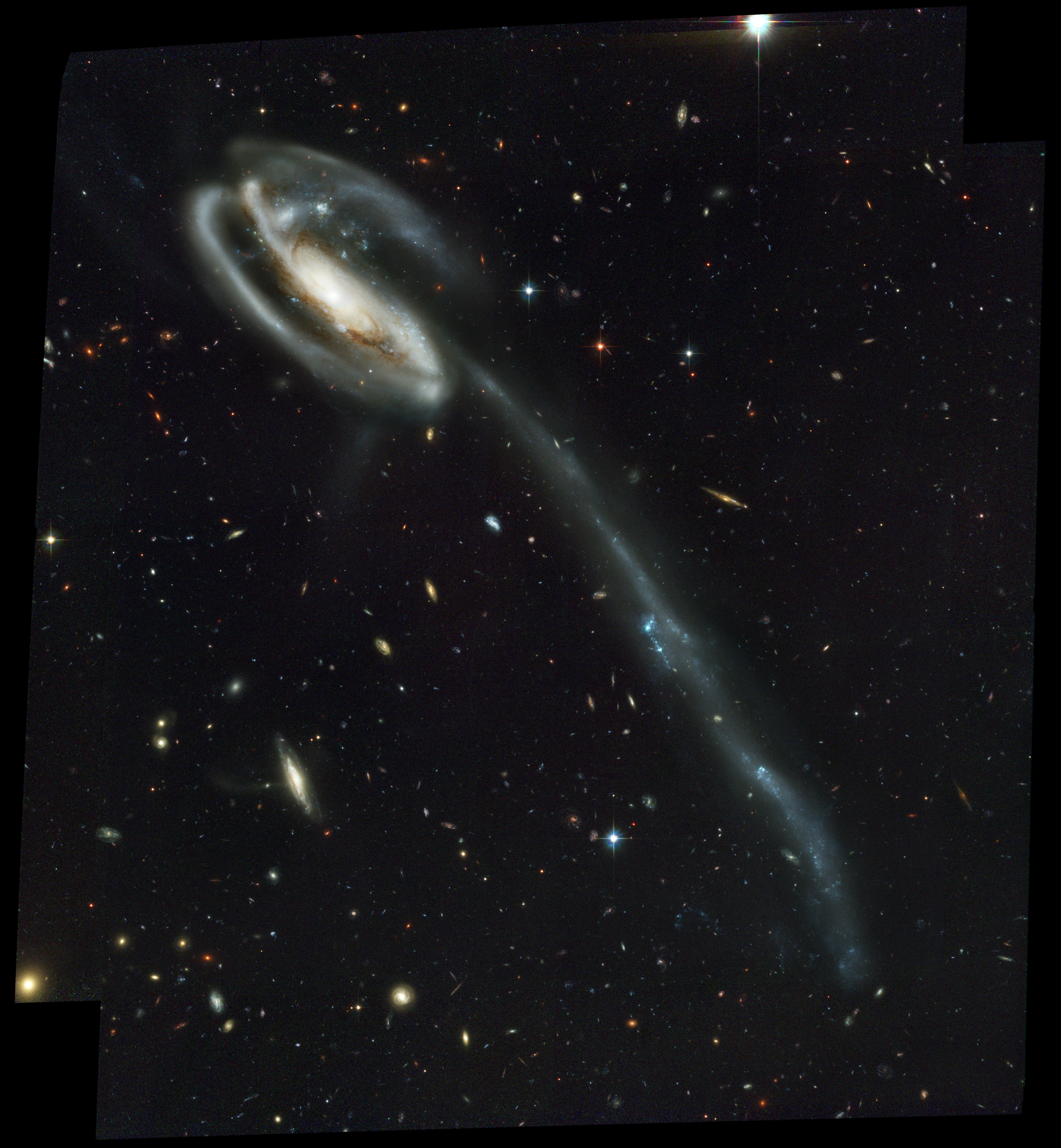
Galaxia Mormolocului (UGC 10214) văzută de telescopul Hubble.

Galaxia Mormolocului, cunoscută și sub denumirile Arp 188 și UGC 10214, este o galaxie spirală barată dislocată situată în constelația Dragonului la circa 400 de milioane de ani-lumină (125 de Megaparseci) de Calea Lactee. Este remarcabilă prin coada sa lungă de peste 280.000 de ani-lumină (86 kiloparseci), care conține numeroase roiuri stelare bogate în stele tinere albastre. Este vorba despre o galaxie în interacțiune, care a rezultat probabil din trecerea unui companion mai mic, vizibil prin brațul opus al cozii, aceasta fiind, fără îndoială, un braț al spiralei, literal „desfășurate” de forțele mareii galactice produse de companionul incident. 